# Orle, Škofljica
Orle este o localitate din comuna Škofljica, Slovenia, cu o populație de 195 de locuitori.